# Московский колледж управления и новых технологий
Моско́вский колледж управления, гостиничного бизнеса и информационных технологий Царицыно  — среднее специальное учебное заведение, созданное в 1930 году , включающее в себя 3 отделения, работавшие в Москве под разными названиями до 2014 года.
Под своим предыдущим именем — Московский авиационный приборостроительный техникум (МАПТ) — был одним из самых популярных московских учебных заведений подобного рода. В МАПТ учились такие известные, но очень разные люди как, например, актёр Евгений Леонов, лётчик-испытатель Валентин Цуварев или боец подразделения «Альфа» Герой России майор Владимир Ульянов.

## История
МКУНТ ведёт свою историю с 1930 года. Тогда на волне индустриализации СССР страна и столица испытывали острую нехватку кадров в металлургии и машиностроении.
22 сентября 1930 года приказом треста «Точмех» был создан Техникум точной механики.
В 1934 году реорганизацией учебного заведения занимался уже Наркомат тяжёлой промышленности. В результате техникум стал называться Московский машиностроительный техникум им. С. Орджоникидзе. В декабре 1936 года, при выделении Народного комиссариата оборонной промышленности (НКОП) из Наркомата тяжёлой промышленности, ММТ перешёл в НКОП, а в 1939 году при образовании Наркомата авиационной промышленности — в НКАП.
В 1944 году Наркомат авиапрома СССР переименовал техникум в Московский авиационный приборостроительный техникум им. С. Орджоникидзе. С этим именем техникум просуществовал до момента распада Советского Союза.
В 1992 году МАПТ был в очередной раз переименован и стал называться Московский центр непрерывного профессионального образования. Несмотря на трудности, связанные с деиндустриализацией страны, Центру удалось сохранить авиационные специальности и продолжить развитие, добавив новые направления обучения. В 1997 году МЦНПО в очередной и последний раз сменил название на Московский колледж управления и новых технологий (МКУНТ).
21 апреля 2014 года в рамках кампании по укрупнению учебных заведений Москвы Департамент образования города приказал реорганизовать три колледжа: Колледж гостиничного хозяйства «Царицино», Московский технический колледж и Московский колледж управления и новых технологий в один образовательный центр. Реорганизацию следовало провести, присоединив политехнические колледжи к гостиничному.
В настоящее время получившийся комплекс профессионального образования называется Московский колледж управления, гостиничного бизнеса и информационных технологий «Царицыно».

## Адреса и здания
С 1933 года техникум размещался в комплексе зданий Рукавишниковского приюта на Смоленской-Сенной. Сначала в самом Доме Несвицкой, а потом в четырёхэтажном флигеле, построенном специально для техникума.
В конце 70-х годов было принято решение о строительстве нового здания. Но оно продвигалось медленно, и окончательно здание колледжа в доме № 6 на улице Генерала Белова было готово только в 1998 году.
В конце 1991 года основное здание техникума сильно повредил пожар. Полностью сгорела кровля и перекрытия 4-го этажа. Почти одновременно с этим долгострой на улице Генерала Белова был передан Московскому приборостроительному заводу. Коллектив и администрация по суду вернули недостроенное здание в собственность учебного заведения и продолжили подготовку студентов в нём.
При реорганизации колледжа в 2014 году здание перешло под управление Колледжа гостиничного хозяйства «Царицыно».

## Выпускники
Известные студенты и выпускники:
- Дипломат Владимир Алексеевич Богомолов
- Переводчик и синолог Дмитрий Николаевич Воскресенский[12]
- Кинорежиссёр и музыкант Алексей Китайцев[13]
- Артист Евгений Леонов[4]
- Певец и музыкант Александр Нефёдов, солист ВИА Самоцветы➤[14]
- Писатель и журналист Рада Полищук[15]
- Учёный-радиофизик, Герой России Виктор Карлович Сло́ка[16]
- Учёный-физик Анатолий Петрович Сухоруков
- Разведчик и оперативник группы «Альфа», Герой России майор Владимир Алексеевич Ульянов[6]
- Лётчик-испытатель Валентин Иванович Цуварев[5]
- Герой Советского Союза лётчик-истребитель генерал-майор авиации Александр Павлович Шипов[17]

### Комментарии
1. ↑  В некоторых изданиях указывается 1939 год, когда бывший Московский машиностроительный техникум перешёл под управление Наркомата авиационной промышленности[1].
2. ↑  То есть техникум имел отраслевое подчинение.
3. ↑  При этом сам Серго был главой этого Наркомата.
4. ↑  Дом Несвицкой в конечном итоге занял институт Гипроцветмет[9].
5. ↑  На фотографии 1980 года виден этап заложения фундамента и выполнения нулевого цикла строительства➤.